# Kauhajoen Karhu
Kauhajoen Karhu ist ein finnischer Basketballverein aus Kauhajoki.

## Geschichte
Der Verein wurde 1910 gegründet. Basketball wird in Kauhajoki seit den 40ern gespielt, im Verein werden auch andere Sportarten ausgeübt.
In der Vergangenheit pendelte der Klub zwischen unterklassigen Ligen und der Korisliiga, der höchsten Spielklasse, in die man 2009 zuletzt aufstieg und seitdem dort spielt. Insgesamt absolvierte man fünf Saisons in dieser.
Karhu kam 2012 und 2013 ins Finale des finnischen Basketballpokals, verlor jedoch beide Male.

## Halle
Der Verein trägt seine Heimspiele in der Kauhajoen Yhteiskoulu aus.

## Erfolge
- 2× Finnischer Vize-Pokalsieger
- 2× Finnischer Zweitligameister

## Bekannte ehemalige Spieler
- John Allen / 2010
- Eric Washington / 2008–09